# Рон Килингс
Роналд Аарон (Рон) Килингс (роден на 19 януари 1972 г.) е американски професионален кечист и рапър. Участва в световната федерация по кеч в шоуто „Първична сила“. Двукратен шампион на Съединените щати под името Ар Трут, петдесет и четири пъти шампион на 24/7 титлата, отборен шампион и два пъти хардкор шампион под името Кеи-Куик. Килингс преди това работи за TNA под името Кеи-Кръш, където става първият афроамериканец. Световен шампион на NWA в тежка категория. Също така е два пъти отборен шампион на NWA и един път отборен шампион на TNA.

## Интро песни
- - What's Up By Ron Killings (WWE) 2008 – 2010
  - Right Time By Ron Killings (WWE) (2010)
  - The Awesome Truth By Jim Johnston (WWE) (22 август 2011 – )

### Завършващи движения
- Малкият Джими (Little Jimmy)
- Детектор на лъжата (Lie Detector)
- Висно време (Hang Time)
- Вертикален суплекс зашеметител (Truth Or Consequences)
- Ритник ножица
- ДЕ ДЕ ТЕ

## Титли и постижения
- CyberSpace Wrestling Federation
  - Шампион в тежка категория на CSWF (1 път)
- Memphis Championship Wrestling
  - Южен шампион в тежка категория на MCW (2 пъти)
- NWA Wildside
  - Телевизионен шампион от кивата страна на NWA (1 път)
- Pro Wrestling Illustrated
  - Отбор на годината (2012) – с Кофи Кингстън
  - PWI 500 го класира на No. 18 от топ кечистите през 2004
- Total Nonstop Action Wrestling
  - Световен шампион в тежка категория на NWA (2 пъти)
  - Световен отборен шампион на NWA (2 пъти) – с Би Джи Джеймс и Конан
  - Световен отборен шампион на TNA (1 път) – с Адам Джонс
- 'World Wrestling Federation / World Wrestling Entertainment / WWE
  - Хардкор шампион на WWE (2 пъти)
  - Шампион на Съединените щати на WWE (2 пъти)
  - 24/7 шампион на WWE (54 пъти)
  - Световен отборен шампион (2 пъти) – с Кофи Кингстън (1) и Миз (1)